# Cyclodina aenea
Cyclodina aenea är en ödleart som beskrevs av  Girard 1857. Cyclodina aenea ingår i släktet Cyclodina och familjen skinkar. Inga underarter finns listade i Catalogue of Life.